# Helvetios
Helvetios – piąty album szwajcarskiego zespołu folk metalowego Eluveitie. Będąc drugim albumem koncepcyjnym zespołu, koncentruje się na wojnach galijskich z perspektywy starożytnych Helwetów.

## Lista utworów
1. „Prologue” – 1:24
2. „Helvetios” – 4:00
3. „Luxtos” – 3:56
4. „Home” – 5:16
5. „Santonian Shores” – 3:58
6. „Scorched Earth” – 4:18
7. „Meet the Enemy” – 3:46
8. „Neverland” – 3:42
9. „A Rose For Epona” – 4:26
10. „Havoc” – 4:05
11. „The Uprising” – 3:41
12. „Hope” – 2:27
13. „The Siege” – 2:44
14. „Alesia”  – 3:58
15. „Tullianum” – 0:24
16. „Uxellodunon” – 3:51
17. „Epilogue” – 3:16

## Wykonawcy
- Chrigel Glanzmann – wokal, gitara akustyczna, mandolina
- Kay Brem – gitara basowa
- Päde Kistler – dudy, gwizdki
- Anna Murphy – lira korbowa, wokal
- Sime Koch – gitara, wokal
- Ivo Henzi – gitara
- Merlin Sutter – perkusja
- Meri Tadic – skrzypce, wokal